# Rho Puppis
Rho Puppis (ρ Pup / 15 Puppis / HD 67523) es la tercera estrella más brillante de la constelación de Puppis, la popa del Argo Navis, sólo superada por Naos (ζ Puppis) y π Puppis.
De magnitud aparente +2,83, se encuentra a 63 años luz de distancia del sistema solar.
Ocasionalmente es conocida con el nombre de Tureis, término igualmente utilizado para designar a Aspidiske (ι Carinae). 
Rho Puppis es una gigante blanco-amarilla de tipo espectral F6III con una temperatura superficial de 6540 K. 22 veces más luminosa que el Sol, tiene un radio 3,7 veces más grande que el radio solar.
Su velocidad de rotación es de 14 km/s —siendo este un valor mínimo—, implicando un período de rotación inferior a 13 días.
Posee una elevada metalicidad, con una abundancia relativa de hierro más del doble que en el Sol.
Con una masa de 1,85 masas solares, ha terminado hace poco la fusión nuclear de hidrógeno, por lo que cabe definirla más como una subgigante que como una auténtica gigante.
Rho Puppis es una variable del tipo Delta Scuti, una estrella pulsante de menor masa que una cefeida. Junto a Caph (β Cassiopeiae), Rho Puppis es una de las más brillantes de esta clase. Su brillo varía entre magnitud +2,68 y +2,87 en un ciclo principal de 0,14088 días, existiendo ciclos secundarios de 0,13 y 0,16 días. Estas variaciones influyen en su espectro, lo que llevó a pensar en el pasado que Rho Puppis tenía una compañera cercana, hoy completamente descartada.